# James L. Wassell
James L. Wassell (* 24. September 1913 in Springfield, Illinois, Vereinigte Staaten; † 29. Mai 2008 ebenda) war ein US-amerikanischer Foto- und Computertechniker und Oscar-Preisträger.

## Leben
Wassell besuchte in seinem Heimatort die Springfield High und das Junior College und zeigte dort bereits seine große Begeisterung für sämtliche fototechnischen Belange, als er 1936 den Springfield Camera Club gründete. Sein beruflicher Werdegang umfasste die Tätigkeit eines Dozenten für die Ansco-Farbfilmverarbeitung bis zum Marketingleiter für die Firma Bell & Howell Professional Products. Danach war er als Generalmanager der Hollywood Film Co. und als Vizepräsident tätig. In Hollywood lebte und arbeitete Wassell zwischen 1942 und 1978. In letztgenanntem Jahr kehrte er zu seinen Wurzeln zurück und übernahm die Abteilung für Mikrografik im Secretary Of States Office. Wassell schrieb und hielt Vorträge zu fotografischen Belangen und war Angehöriger der Society of Motion Picture and Television Engineers.
1963 wurden er und seine Bell-and-Howell-Kollegen Albert S. Pratt und Hans Christoph Wohlrab für das, wie es in der Begründung hieß, „Design und die Entwicklung eines neuen und verbesserten automatischen Film Additiv-Farbdruckers“, mit einem Technik-Oscar aufgezeichnet und erhielt einen Sonderpreis von der Association for Information and Image Management. 1986 gründete James L. Wassell die Midwest States Micrographics Konferenz. Besondere Bedeutung kommt ihm bei der Bewahrung von Mikrofilmen zugute, und ein Artikel über den so genannten Redox control brachte ihm 1990 den Writer of the Year Award des AIIM Magazine ein. Zum Jahresende 1994 zog sich Wassell aus dem aktiven Berufsleben zurück und begann sich, nunmehr Rentner, für Computerdinge zu interessieren. In diesem Bereich war er als Freiwilliger lehrend tätig. Kurz vor seinem Tod wurde eine umfangreiche, katalogisierte Sammlung seiner frühen fotografischen Arbeiten in die Archive der Abraham Lincoln Presidential Library aufgenommen.
James L. Wassell war seit 1942 insgesamt 65 Jahre lang bis zu ihrem Tod 2007 mit ein und derselben Frau verheiratet.